# Сливешки ливади
Сливешки ливади е местност край град Ловеч.
Местността „Сливешки ливади“ се намира между южните покрайнини на град Ловеч и село Сливек. Равнинна местност, на изток оградена от скален венец, а на запад от река Осъм.
Тук през XIV век по времето на цар Иван Александър е създаден Средновековния манастир „Света Богородица“. Наричан е още и „Ястреб“. Тук монаси книжовници създават ръкописни евангелия. До нас са достигнали четири от тях, създавани през 1544, 1555 и 1558 г. Днес се съхраняват в Националната библиотека „Св. св. Кирил и Методий“ и библиотеката на град Велико Търново. През XVII век е създаден „Требник“, който днес е в Рилския манастир. Преписа на Бориловия синодик от XIV век е създаден по поръка на Ловешкия деспот Иван Александър и се съхранява в Академията на науките на Санкт Петербург. В Регионален исторически музей, Ловеч се съхранява друга част от творбите, сред които е „Дриновия сборник“. В манастира работят монасите Душко Граматик, Петър Граматик, граматик Ангелак и др. След XVII век, манастира е разрушен и изгорен от османските власти.
На западния бряг на река Осъм е поставен паметник на „Ловешкия книжовник“. През 1993 г. е преместен в двора на СОУ „Свети Климент Охридски“ (Ловеч).
По време на съпротивителното Партизанско движение в България през Втората световна война, на 23 май 1943 г. в местността „Сливешки ливади“, при престрелка между трима нелегални с полицейски и армейски части загива поетът-партизанин Христо Кърпачев, командир на Народна бойна дружина „Чавдар“. На лобното му място е издигнат възпоменателен паметник с височина 3,8 м. Автор е архитект Борис Иванчев.

## Галерия
- Паметник на Ловешкия книжовник, Ловеч
- Местността „Сливешки ливади“, Ловеч
- Паметника на Христо Кърпачев, местността „Сливешки ливади“, Ловеч
- Фрагмент от паметника на Христо Кърпачев, местността „Сливешки ливади“, Ловеч